# Moamba

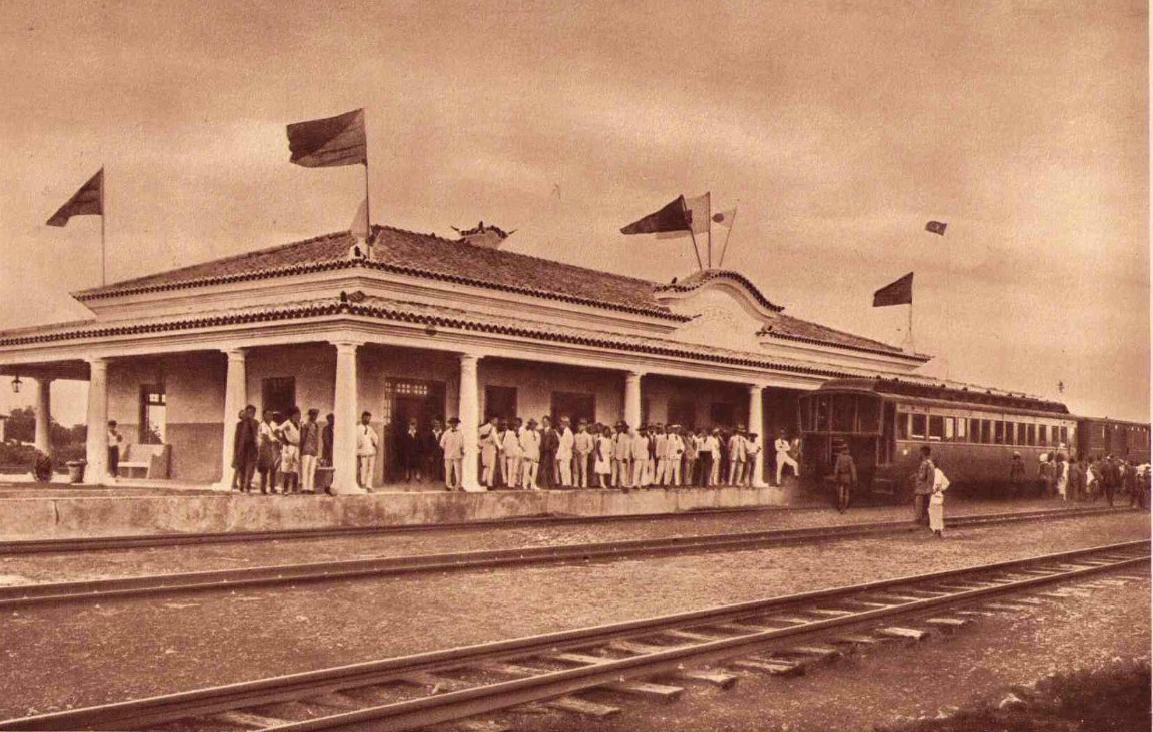
Estação ferroviária de Moamba, nas cercanias do ano de 1920.

Moamba é uma vila de Moçambique, sede do distrito do mesmo nome, tendo sido elevada a esta categoria em 1 de Junho de 1964.
Está localizada a 75 Km da capital do país, Maputo, a que está ligada pela EN4. Encontra-se localizada entre os paralelos 24º 27’ e 25º 50’ sul e os meridianos 31º59’ e 32º 37’ leste.
A vila é atravessada pela antiga estrada Maputo-fronteira de Ressano Garcia, mas com a construção da nova Estrada Nacional nº 4, a Moamba passou a estar a cerca de 8 km da nova rodovia, que liga a cidade de Maputo, ao leste, com vila de Ressano Garcia, ao oeste. Essa ligação é feita pela antiga estrada, que tomou o número de R401. Também atravessam a vila as rodovias R807, R802 e R810.
A localidade é servida por uma das mais importantes estações ferroviárias do Caminho de Ferro de Ressano Garcia.

## Ligação externa
Moamba no Google Maps